# Frank Zweerts

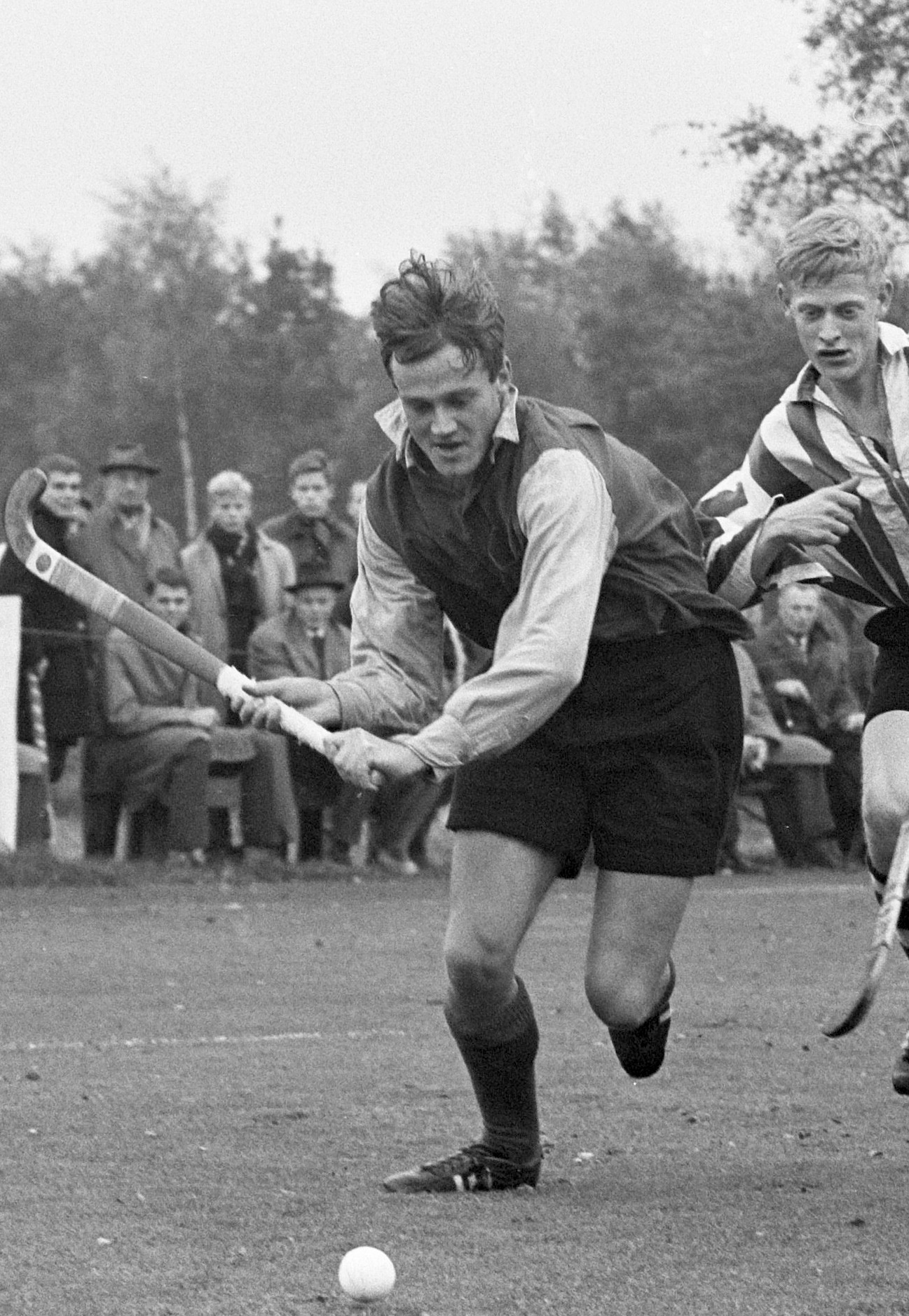
Frank Zweerts (1963)

Guillaum François „Frank“ Zweerts (* 29. Juni 1943 in Hilversum) ist ein ehemaliger niederländischer Hockeyspieler.

## Sportliche Karriere
Der 1,86 Meter große Angriffsspieler absolvierte von 1962 bis 1967 insgesamt 52 Länderspiele für die niederländische Nationalmannschaft, in denen er 27 Tore erzielte.
Frank Zweerts schoss in seinen ersten beiden Länderspielen jeweils zwei Tore. Bei den Olympischen Spielen 1964 in Tokio belegten die Niederländer in ihrer Vorrundengruppe den vierten Platz und belegten letztlich einen geteilten siebten Platz. Zweerts wirkte in sieben von acht Partien mit und erzielte insgesamt acht Tore. Nachdem er 1965 kaum Länderspiele bestritten hatte, war er 1966 und 1967 wieder Stammspieler. In seinem letzten Länderspiel 1967 gelang ihm beim 2:2 gegen Pakistan noch einmal ein Treffer.
Zweerts spielte für den Stichtse Cricket en Hockey Club, bei dem auch sein jüngerer Bruder Jeroen Zweerts aktiv war.